# Гашчак, Ото
Ото Гашчак (словац. Oto Haščák; род. 31 января 1964, Мартин) — бывший словацкий хоккеист, игравший на позиции центрального нападающего. Сейчас является европейским скаутом клуба НХЛ «Нью-Йорк Рейнджерс».

## Биография
Воспитанник хоккейной школы ХК «Мартин». Выступал за «Дукла» (Тренчин), ХК «Сёдертелье», ХК «Вестра Фрелунда», ХК «Кауфбойрен», «Петра» (Всетин), ХК «Злин», «Эссят» (Пори).
В чемпионатах Чехословакии провёл 258 игр, набрал 222 очка (94 шайбы+128 передач), в Словацкой экстралиге — 87 игр, 76 очков (23+53), в Чешской экстралиге — 57 игр, 47 очков (13+34), в Шведской лиге — 150 игр, 151 очко (66+85), в Немецкой лиге — 75 игр, 83 очка (33+50), в Финской лиге — 27 игр, 17 очков (6+11).
В составе национальной сборной Чехословакии (1987—1990) провёл 62 матча (11 голов); участник зимних Олимпийских игр 1988 (6 игр, 1 гол, 3 передачи), участник чемпионатов мира 1989 и 1990 (19 игр, 4 гола, 4 передачи). В составе национальной сборной Словакии провёл 60 матчей (17 голов); участник зимних Олимпийских игр 1994 и 1998 (9 игр, 1 гол, 6 передач), участник чемпионатов мира 1994 (группа C), 1995 (группа B) и 1996 (13 игр, 4 гола, 9 передач), участник Кубка мира 1996 (3 игры, 1 передача).
Всего за карьеру в сборной и клубах провёл 776 игр, забил 263 гола.
После окончания игровой карьеры остался в хоккее: с 1999 по 2002 год был генеральным менеджером тренчинской «Дуклы». С 2003 по 2006 год занимал должность скаута «Бостон Брюинз», с 2006 по 2010 год был скаутом «Лос-Анджелес Кингз», с 2010 года является европейским скаутом клуба «Нью-Йорк Рейнджерс».
Его сын Марек Гашчак (род. 8.12.1985) играл в хоккей с 2002 по 2014 годы, по амплуа, также как и отец — центральный нападающий.

## Достижения
- Бронзовый призёр чемпионата мира (1989, 1990)
- Чемпион мира 1994 (группа C) и 1995 (группа B)
- Чемпион Чехии (1997)
- Серебряный призёр чемпионата Чехословакии (1989, 1990)
- Серебряный призёр чемпионата Словакии (1996, 2001)